# Elezioni presidenziali in Portogallo del dicembre 1918
Il 16 dicembre 1918, dopo l'assassinio del presidente Sidónio Pais, si tennero in Portogallo le elezioni presidenziali. A differenza di quanto avvenuto nelle elezioni di aprile, dove il presidente fu scelto dai cittadini con diritto di voto, in questa elezione venne nuovamente applicata la Costituzione in cui l'elezione del Presidente della Repubblica era prerogativa del solo Congresso della Repubblica.
L'elezione ebbe due scrutini perché al primo non fu raggiunto il quorum necessario in quanto i rappresentanti monarchici abbandonarono l'aula. Al secondo scrutinio, a cui furono presenti tutti i parlamentari, risultò vincitore João do Canto e Castro.

## Risultati[2][3]
| Candidato    | Candidato                   | Partito      | Partito                      | Primo scrutinio | Primo scrutinio | Secondo scrutinio | Secondo scrutinio |
| Candidato    | Candidato                   | Partito      | Partito                      | Voti            | %               | Voti              | %                 |
| ------------ | --------------------------- | ------------ | ---------------------------- | --------------- | --------------- | ----------------- | ----------------- |
|              | João do Canto e Castro      |              | Partido Nacional Republicano | 121             | 96,80           | 137               | 99,28             |
|              | Tomás António Garcia Rosado |              | Indipendente                 | 1               | 0,80            |                   |                   |
|              | Basílio Teles               |              | Partito Democratico          | 1               | 0,80            |                   |                   |
|              | José Relvas                 |              | Partito Unionista            | 1               | 0,80            |                   |                   |
|              |                             |              |                              |                 |                 |                   |                   |
| Voti bianchi | Voti bianchi                | Voti bianchi | Voti bianchi                 | 1               | 0,80            | 1                 | 0,72              |
| Totale       | Totale                      | Totale       | Totale                       | 125             | 100             | 138               | 100               |